# Gare d’Ille-sur-Têt
Gare d’Ille-sur-Têt vasútállomás Franciaországban, Ille-sur-Têt településen.

## Vasútvonalak
Az állomást az alábbi vasútvonalak érintik:
- Perpignan-Villefranche - Vernet-les-Bains-vasútvonal

## Kapcsolódó állomások
A vasútállomáshoz az alábbi állomások vannak a legközelebb:
- Gare de Millas
- Gare de Vinça
- Gare de Néfiach